# Trimethylsilyljodid
Trimethylsilyljodid, také nazývaný jodtrimethylsilan, zkráceně TMSI, je organická sloučenina křemíku, jodderivát silanu.

## Příprava
Trimethylsilyljodid může být připraven oxdidačním štěpením hexamethyldisilanu jodem nebo štěpením hexamethyldisiloxanu jodidem hlinitým:
TMS-TMS + I2 → 2 TMSI
3 TMS-O-TMS + 2 AlI3 → 6 TMSI + Al2O3
(TMS = (CH3)3Si)

## Použití
Trimethylsilyljodid se používá k zavedení trimethylsilylové skupiny do alkoholů (obecný vzorec ROH):
ROH + TMSI → RO(TMS) + HI
Tato reakce může být užitečná pro analýzu plynovou chromatografií; vzniklý silylether je těkavější než původní látka. Díky své nižší ceně se ovšem častěji používá trimethylsilylchlorid.
TMSI reaguje s alkylethery (ROR′) za vzniku silyletherů (ROSiMe3) a jodalkanů (RI), které mohou být hydrolyzovány na alkoholy (ROH).
Trimethylsilyljodid se rovněž používá na odstranění tercbutoxykarbonylové chránicí skupiny, hlavně tehdy, když jsou ostatní deprotekční metody pro daný substrát nevhodné.